# Bill Dillard
William „Bill“ Dillard (* 20. Juli 1911 in Philadelphia; † 16. Januar 1995 in New York City) war ein US-amerikanischer Jazztrompeter des Swing. Später war er Schauspieler und Sänger unter anderem in Musicals am Broadway.
Dillard, der sich das Trompetenspiel im Wesentlichen autodidaktisch (mit etwas Unterricht in der High School) beibrachte, zog mit 18 Jahren nach New York und spielte 1929 mit Jelly Roll Morton (und nahm mit ihm auf). 1931 im Orchester von Luis Russell, 1933 bei Benny Carter und 1935 bis 1937 mit Teddy Hill, mit dem er auch in Frankreich tourte und 1937 aufnahm. Er spielte mit Coleman Hawkins, Louis Armstrong und Leadbelly (1949 in Frankreich) und ging mit Count Basie auf Europa-Tour.
Er nahm auch mit Spike Hughes (1933), Bill Coleman, Red Allen, Roy Eldridge, Dizzy Gillespie und Django Reinhardt (1937) auf und spielte mit King Oliver und Dickie Wells.
Schon 1941 wirkte er in der Krimikomödie (mit All Star colored Cast und den Bandleadern Noble Sissle und Skippy Williams) Murder with Music mit; 1946 spielte er in der Filmkomödie House Rent Party von Sam Newfield eine Nebenrolle als Polizist. Der Film gilt als verloren.
Anfang der 1980er Jahre war er mit dem Fats Waller-Musical One Mo Time von Vernel Bagneri in Europa. Am Broadway spielte er in Carmen Jones, Regina und Beggars Holiday.
Seine einzige Aufnahme als Leader machte er 1991 (Bill Dillard With Michael Bøving’s Rhythmakers, Storyville 2002).